# Geografia Madagaskaru

Położenie Madagaskaru

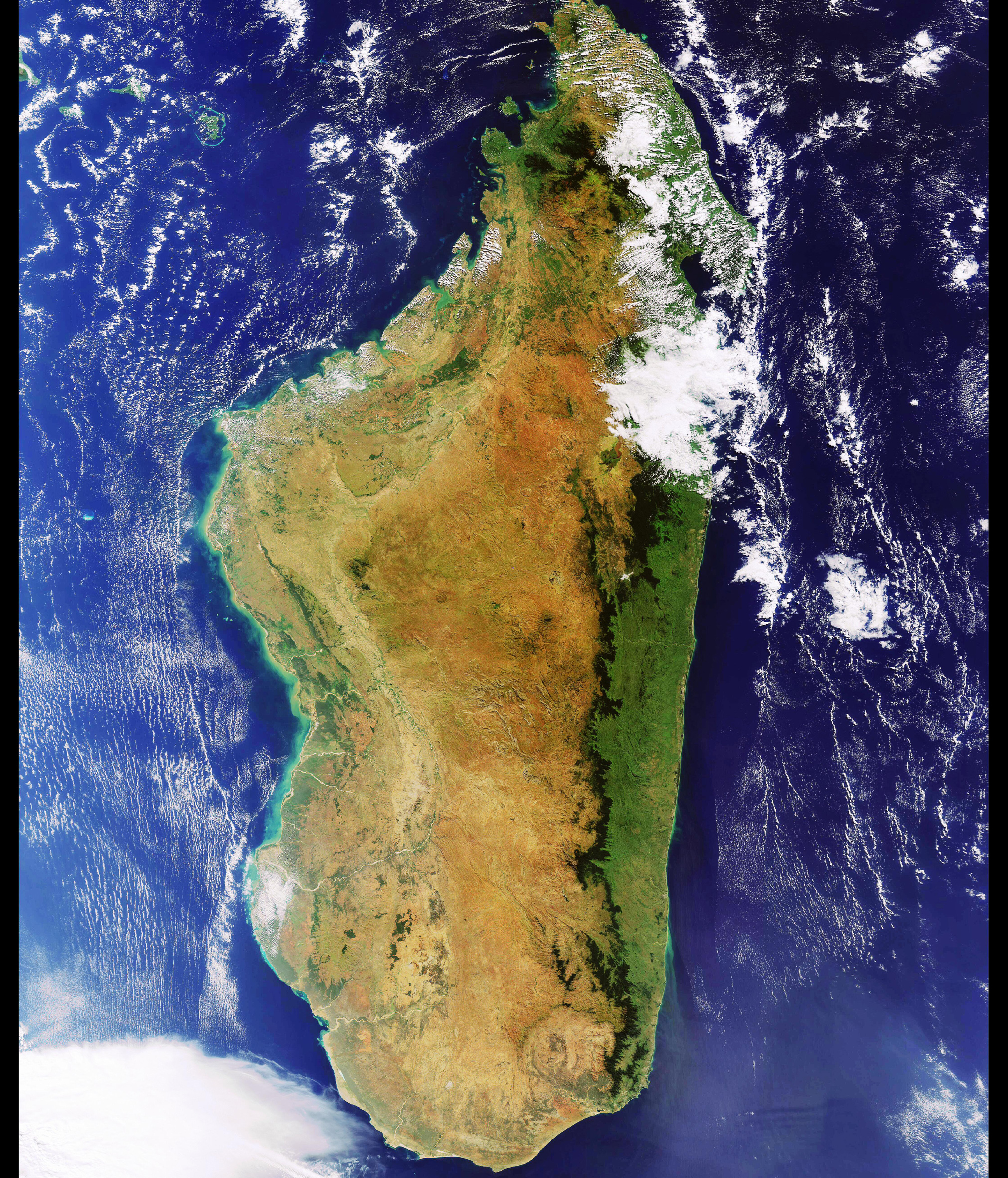
Madagaskar – zdjęcie satelitarne

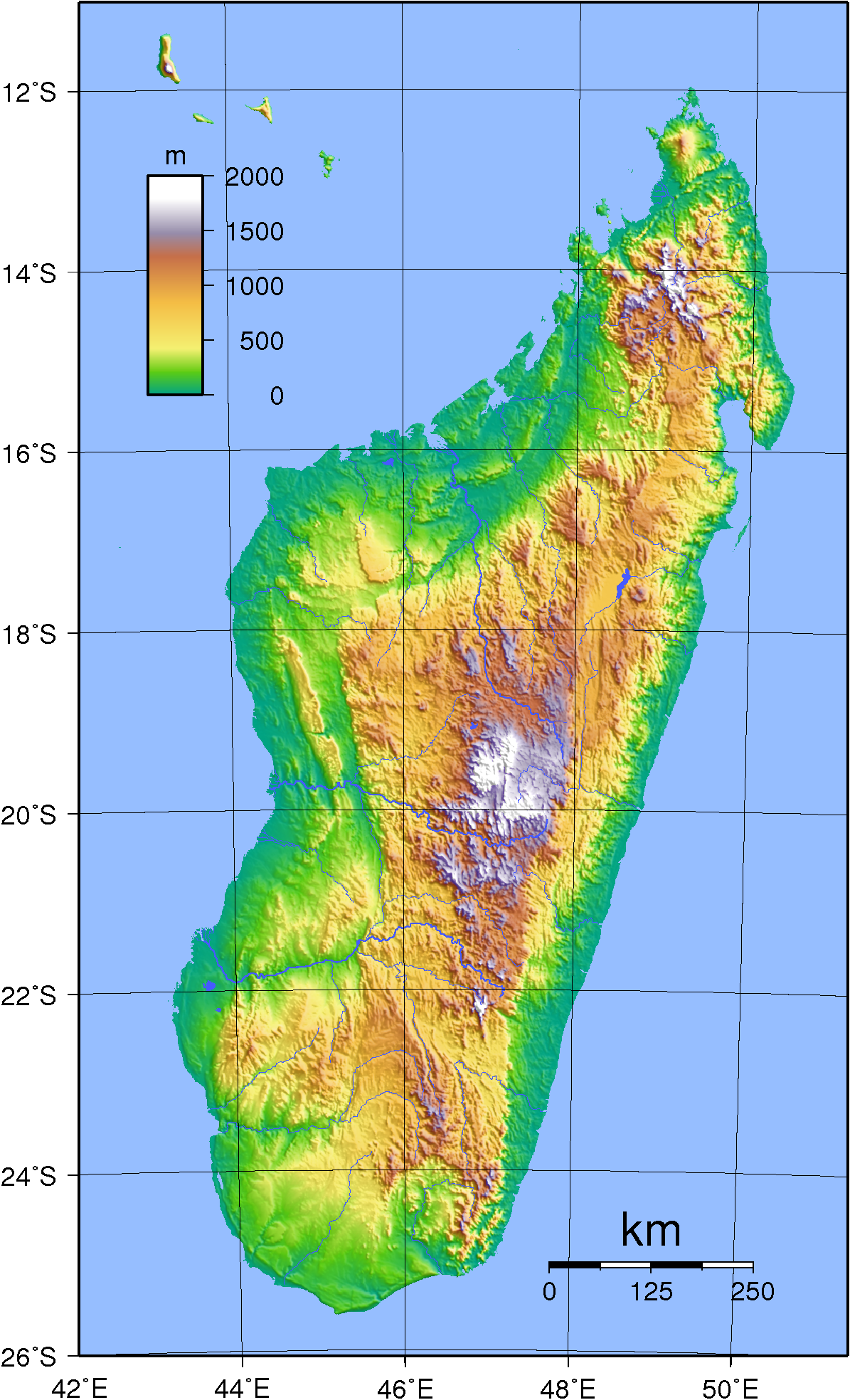
Mapa topograficzna Madagaskaru

Geografia Madagaskaru – dziedzina nauki zajmująca się badaniem Madagaskaru pod względem geograficznym.
Republika Madagaskaru jest państwem leżącym na wyspie Madagaskar na Oceanie Indyjskim u południowo-wschodnich wybrzeży Afryki. Od Afryki, Mozambiku, oddziela ją szeroki na około 400 km Kanał Mozambicki. Madagaskar jest czwartą co do wielkości wyspą świata.

## Powierzchnia i granice
Republika Madagaskaru  leży na wyspie Madagaskar o powierzchni 587 041 km² (581 540 km² zajmuje ląd a 5 501 km² wody)  – czwartej pod względem wielkości wyspie świata . Wyspa ma 1500 km długości i 450 km szerokości. Linia brzegowa ma 4 828 km długości . Od zachodu przez wody terytorialne graniczy z Mozambikiem – od Afryki oddziela ją szeroki na około 400 km Kanał Mozambicki , na północny zachód od wyspy leży Majotta w odległości 280 km. Na wschód od Madagaskaru w odległości 670 km leży Reunion.

## Budowa geologiczna i rzeźba
Madagaskar jest fragmentem dawnego superkontynentu Gondwany, który oderwał się ok. 200 milionów lat temu. Wschodnia część wyspy zbudowana jest ze skał krystalicznych; cokół prekambryjski tworzą skały metamorficzne, które są przykryte osadami pochodzącymi z okresu od górnego karbonu po czasy współczesne. Wiek najstarszych skał szacuje się na 2,6 mld lat. Skały te leżą w południowej części wyspy. Drugi pokład starych skał znajduje się w północno-wschodniej części Madagaskaru. W ich skład wchodzą min. granity i łupki kwarcytowe.
Część zachodnia Madagaskaru ma odmienną budowę geologiczną. Występują tam skały osadowe, które powstały dzięki ruchom epejrogenicznym, które wypiętrzały wyspę od czasów karbońskich. Skały te w głównej mierze składają się z wapieni, zawierających różne skamieniałości, m.in. amonity.
Rzeźba Madagaskaru jest bardzo zróżnicowana. Na wyspie przeważają wyżyny i góry. Średnia wysokość terenu to 615 m n.p.m.  Nizinne są tylko obszary zachodnie i południowe, a także wąski pas nadbrzeżny na wschodzie. W skład Madagaskaru wchodzą trzy regiony morfologiczne, układające się w równoległych pasach: Wschodnie Wybrzeże, Zachodnie Wybrzeże i Płaskowyż Centralny .
Najwyższe wniesienie kraju, leżące w masywie Tsaratanana, to szczyt Maromokotro o wysokości 2876 m n.p.m.  Masyw leży na północnym krańcu wyspy. Wysokie góry zajmują także środkową część Madagaskaru. W masywie Ankaratra wznosi się góra Tsiafajavona o wysokości 2643 m n.p.m.  Na południu zaś w masywie Andringitra znajduje się Pic Boby o wysokości 2658 m n.p.m. 
Wybrzeże Wschodnie jest wąskim na ok. 50 km pasem nizinnym ciągnącym się na całej długości wyspy . Jego południowa część jest szersza niż północna. Zwęża się ku północny mniej więcej od 20 równoleżnika. Jest to teren względnie płaski, ku zachodowi przechodzący w pagórki i tarasy. Dalej na zachód, obszar staje się wyżynny i tworzy Płaskowyż Centralny. Na północy nad zatoką Antongila wzniesienia Płaskowyżu Centralnego zbliżają się do oceanu.
Płaskowyż Centralny, zajmujący ok. 2/3 obszaru wyspy , wznosi się od 800 do 1400 m n.p.m.  Jego rzeźba jest bardzo urozmaicona. Występują tam: łagodne pagórki, strome krawędzie, masywy granitowe oraz stożki wygasłych wulkanów. Na płaskowyżu występują także wysoko położone płaskie zabagnione tereny.
Wybrzeże Zachodnie jest o wiele szersze niż Wybrzeże Wschodnie – ma około 100–200 km. szerokości . Zbudowane jest ze skał wapiennych, w których rozwinęły się zjawiska krasowe, widoczne szczególnie na północnym zachodzie i na krańcach południowych.

### Wulkanizm
Na Madagaskarze nie ma czynnych wulkanów, ale dużo jest śladów dawnej aktywności wulkanicznej . Poniższa tabela przedstawia madagaskarskie wulkany wygasłe:
| Nazwa                  | Region     | Wysokość | Typ              | Stan         | Ostatnia erupcja                   |
| ---------------------- | ---------- | -------- | ---------------- | ------------ | ---------------------------------- |
| Ambre-Bobaomby         | Madagaskar | 1475     | Pola wulkaniczne | Holocen      | Brak daty (prawdopodobnie holocen) |
| Pole Ankaizina         | Madagaskar | 2878     | Stożek żużlowy   | Holocen      | Brak daty (prawdopodobnie holocen) |
| Pole Vakinankaratra    | Madagaskar | 2644     | Stożek żużlowy   | Holocen      | Brak daty (prawdopodobnie holocen) |
| Pole wulkaniczne Itasy | Madagaskar | 1800     | Stożek żużlowy   | Radiowęglowy | Holocen                            |
| Nosy-Be                | Madagaskar | 214      | Stożek żużlowy   | Holocen      | Brak daty (prawdopodobnie holocen) |

## Klimat

Klimat Madagaskaru według klasyfikacji klimatów Köppena

Na zmienność klimatu na Madagaskarze zasadniczy wpływ mają rozciągłość południkowa i rzeźba terenu, które determinują dużą różnorodność klimatyczną oraz z drugiej strony wyspiarskie położenie powodujące, że różnice są łagodzone przez Ocean Indyjski i Kanał Mozambicki. W okresie zimowym na półkuli południowej przeważa pasat południowo-wschodni . Latem zaś pobliski Niż Równikowy sprawia, że znaczna część wyspy znajduje się w zasięgu monsunu wiejącego z północy. Skutkiem takich zmian atmosferycznych jest występowanie dwóch wyraźnych pór roku: pory deszczowej trwającej od listopada do kwietnia i pory suchej zaczynającej się w maju i trwającej do końca października .

### Pory roku
Na Madagaskarze występują typowe dla tych szerokości geograficznych dwie długie pory roku: lato od listopada do kwietnia i zima od maja do października. Pory pośrednie są krótkie, trwają niecały miesiąc.

### Temperatura
Latem i wiosną temperatura maksymalna na Madagaskarze wynosi od 27 do 33 °C. Najwyższa temperatura panuje na zachodnich nizinach. Temperatura odczuwalna w zależności od ekspozycji terenu może wynosić miejscami nawet 45 do 46 °C. Temperatura w lipcu (zima) nie spada poniżej 20 °C, sięgając na północy nawet ponad 30 °C. Różnica w warunkach termicznych jest za to widoczna w nocy, letnie noce są cieplejsze, temperatura rzadko spada poniżej 20 °C, utrzymując się przeważnie nieco powyżej tej granicy, nieznacznie przekraczając 23 °C na niektórych terenach. Z kolei zimą temperatura w nocy może spaść nawet poniżej 10 °C, oscylując od 10 do 12 °C, na samej północy (bliżej równika) temperatura zimowych nocy dochodzi do 20 °C.
Czasami jednak, w sytuacjach anormalnych w wyniku adwekcji dochodzi do znacznego spadku temperatury nawet poniżej 0 °C (rekordowo niska temperatura −14,6 °C została zarejestrowana w Antserana w sierpniu 1967).

### Opady
Opady na Madagaskarze są wysokie, nawet w porównaniu z kontynentalną częścią Afryki (np. Mozambikiem z drugiej strony kanału). Opady latem są znacznie wyższe niż zimą. Podobnie liczba dni z opadem, jednakże nie jest to tak widoczne, a na zachodnim wybrzeżu brak różnic.
Roczna suma opadów waha się od poniżej 400 mm na południowej części zachodniego wybrzeża do ponad 3000 mm na wschodnim wybrzeżu.

### Usłonecznienie
Madagaskar ma ogólnie dobre warunki insolacyjne, jednakże są bardzo zróżnicowane. Na terenie większości kraju usłonecznienie sięga 60–70% w najlepszych pod tym względem terenach na północy usłonecznienie względne dochodzi do 84%. Natomiast na najbardziej pochmurnych terenach (Andapa w górach) wynosi zaledwie 39%. Roczna liczba godzin słonecznych na zachodnim wybrzeżu jest największa i wynosi często ponad 3200 godzin (około 8,7 godzin dziennie) dochodząc nawet do 3610 godzin w Toliarze (9,89 godzin dziennie) natomiast w górach na północnym wschodzie jest najniższa spadając poniżej 1500 godzin rocznie. Zmiany roczne nie są zbyt zróżnicowane szczególnie na w środkowym równoleżnikowym pasie na wschodzie Anatalesze oraz na zachodzie w Toliarze. Największa zmienność jest na północy, gdzie różnica pomiędzy najbardziej słonecznym a najmniej słonecznym miesiącem wynosi 166 godzin (około 5,5 godziny dziennie). Zróżnicowane warunki przekładają się na wielkość dopływu energii słonecznej wahającej się od 5862 do 7536 MJ/m².
| Miesiąc                                   | Sty  | Lut  | Mar  | Kwi  | Maj  | Cze  | Lip  | Sie  | Wrz  | Paź  | Lis  | Gru  | Roczna |
| ----------------------------------------- | ---- | ---- | ---- | ---- | ---- | ---- | ---- | ---- | ---- | ---- | ---- | ---- | ------ |
| Rekordy maksymalnej temperatury [°C]      | 30.5 | 30.4 | 29.4 | 28.7 | 28.8 | 25.8 | 25.4 | 28.9 | 29.4 | 31.6 | 30.6 | 30.3 | 31,6   |
| Średnie temperatury w dzień [°C]          | 25.1 | 25.3 | 24.6 | 24.0 | 22.1 | 20.3 | 19.3 | 20.0 | 22.0 | 24.8 | 25.8 | 25.4 | 23,2   |
| Średnie dobowe temperatury [°C]           | 20.5 | 20.7 | 20.2 | 19.2 | 17.1 | 15.0 | 14.4 | 14.6 | 16.4 | 18.5 | 20.0 | 20.4 | 18,1   |
| Średnie temperatury w nocy [°C]           | 15.9 | 15.8 | 15.7 | 14.2 | 11.8 | 9.9  | 9.1  | 9.3  | 10.4 | 11.8 | 14.1 | 15.4 | 12,8   |
| Rekordy minimalnej temperatury [°C]       | 11.7 | 11.3 | 11.6 | 8.6  | 3.0  | 3.1  | 3.1  | 1.6  | 2.8  | 4.4  | 8.0  | 10.0 | 1,6    |
| Opady [mm]                                | 270  | 221  | 207  | 40   | 15   | 11   | 11   | 12   | 14   | 47   | 160  | 296  | 1304   |
| Średnia liczba dni z opadami              | 17   | 15   | 11   | 6    | 3    | 3    | 3    | 2    | 2    | 5    | 12   | 19   | 98     |
| Wilgotność [%]                            | 79   | 79   | 80   | 77   | 75   | 76   | 75   | 73   | 69   | 67   | 72   | 77   | 75     |
| Źródło: Deutscher Wetterdienst 2020-07-23 |      |      |      |      |      |      |      |      |      |      |      |      |        |

## Wody

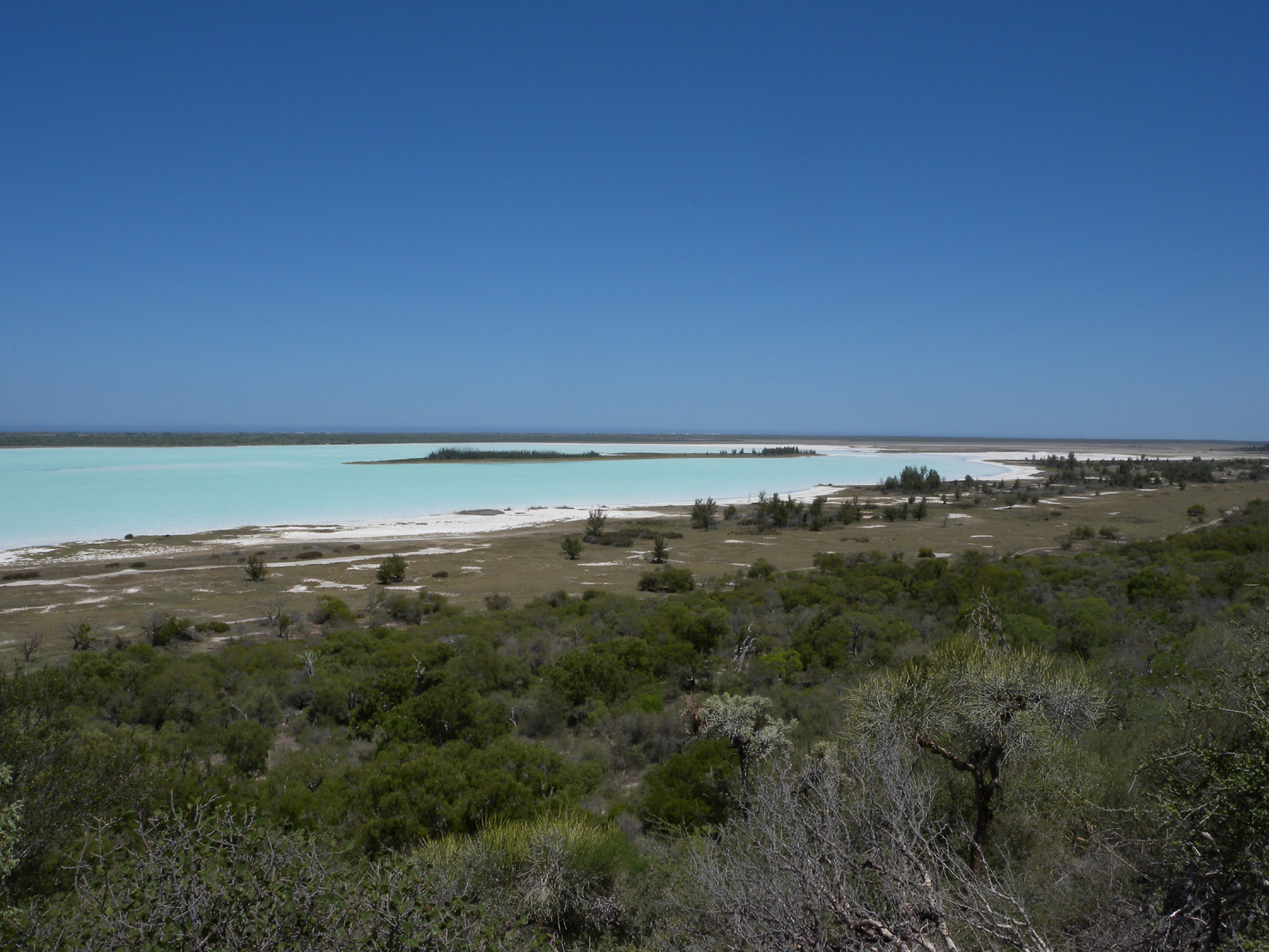
Tsimanampetsotsa

Z powodu dużych opadów deszczu, Madagaskar obfituje w wody powierzchniowe, jak rzeki i jeziora. Rzeki płynące na wschód są krótkie i bystre, m.in. Mandrare, Mananara, Faraony i Maningory . Najdłuższą z nich jest Mongoro – 300 km. Po zachodniej stronie wyspy, rzeki są długie i spokojne, m.in. Onilahy, Tsiribihina i Betsiboka . Najdłuższa z nich i zarazem najdłuższa w całym państwie jest Mangoky – 821 km. Liczne wychodnie twardych skał sprawiają, że rzeki tworzą katarakty oraz przełomy. Nie są przez to żeglowne. Rzeki w południowo-zachodniej części wyspy mają charakter okresowy, dotyczy to także najdłuższej z nich – Mandrare.
Na wyspie są jeziora, najwięcej na Płaskowyżu Centralnym, m.in. jezioro tektoniczne Alaotra (pow. 900 km²), oraz Itasy, które jest pochodzenia wulkanicznego . Wzdłuż wschodniego wybrzeża ciągnie się pas jezior przybrzeżnych, które są połączone kanałem Pangalanes. Kanał ten biegnie równolegle do wybrzeża na długości 600 km. W południowo-zachodniej części wyspy znajduje się słone jezioro Tsimanampetsotsa .

## Gleby
Na Madagaskarze dominują czerwone gleby ferralitowe, co jest powodem nazwania kraju „Wielką Czerwoną Wyspą” . Gleby te są mało żyzne. Lepsze są gleby na wulkanicznym podłożu. Wielki udział ferralitów jest spowodowany klimatem i krystalicznym podłożem. W niektórych rejonach na Płaskowyżu Centralnym występują gleby, które na ogół spotyka się w strefach klimatu umiarkowanego. To odróżnia pokrywę glebową Madagaskaru od kontynentu afrykańskiego. Młoda rzeźba terenu sprzyja erozji, która odsłania starsze pokrywy glebowe, oraz skały macierzyste. Jest to poważną przeszkodą dla rolnictwa.

## Flora i fauna

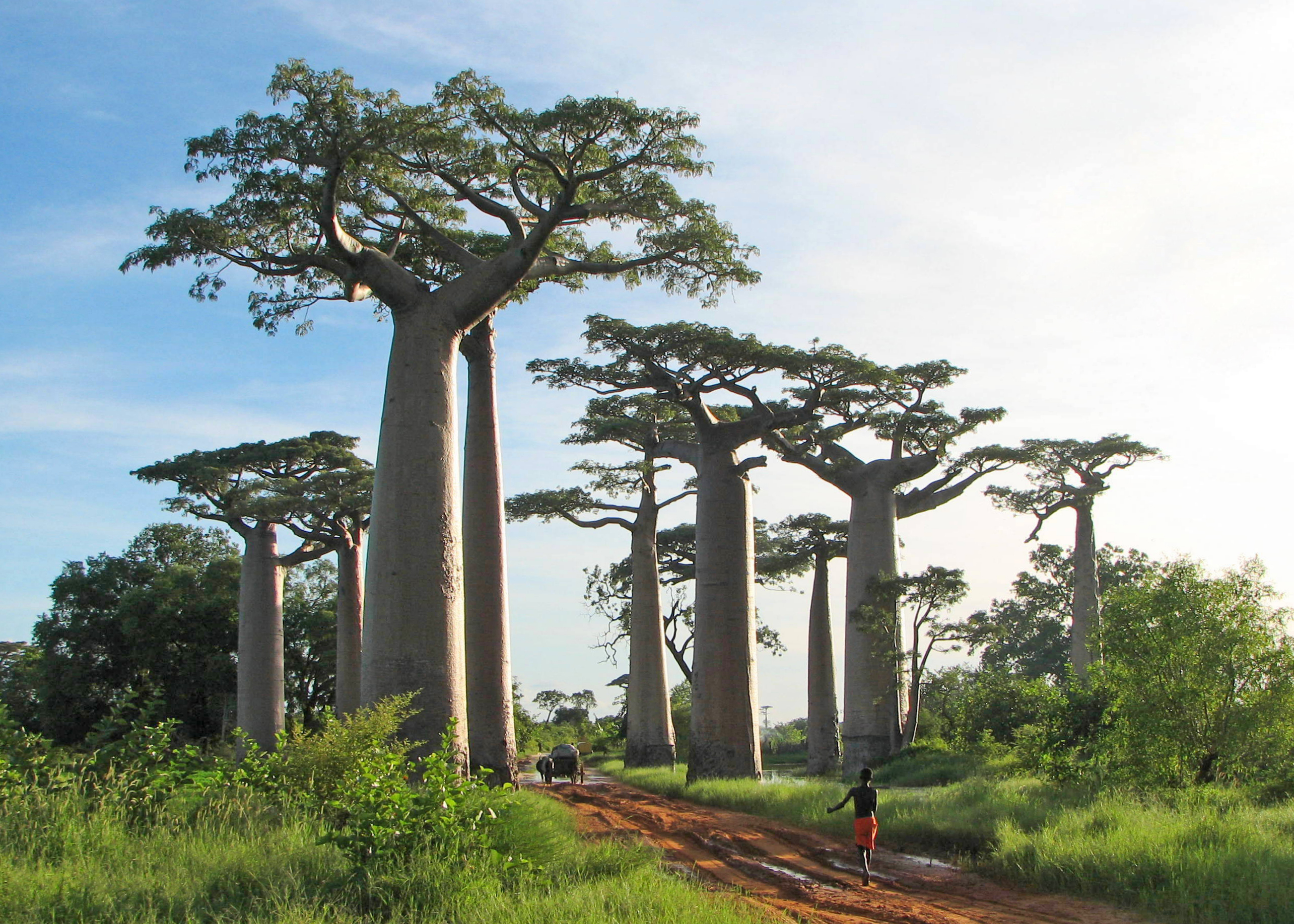
Baobaby

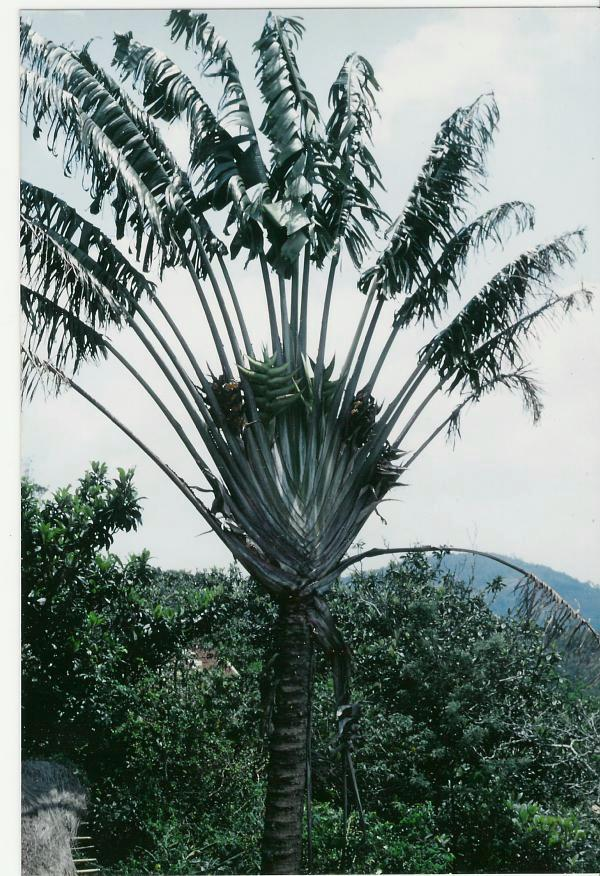
Pielgrzan madagaskarski – „drzewo podróżników”

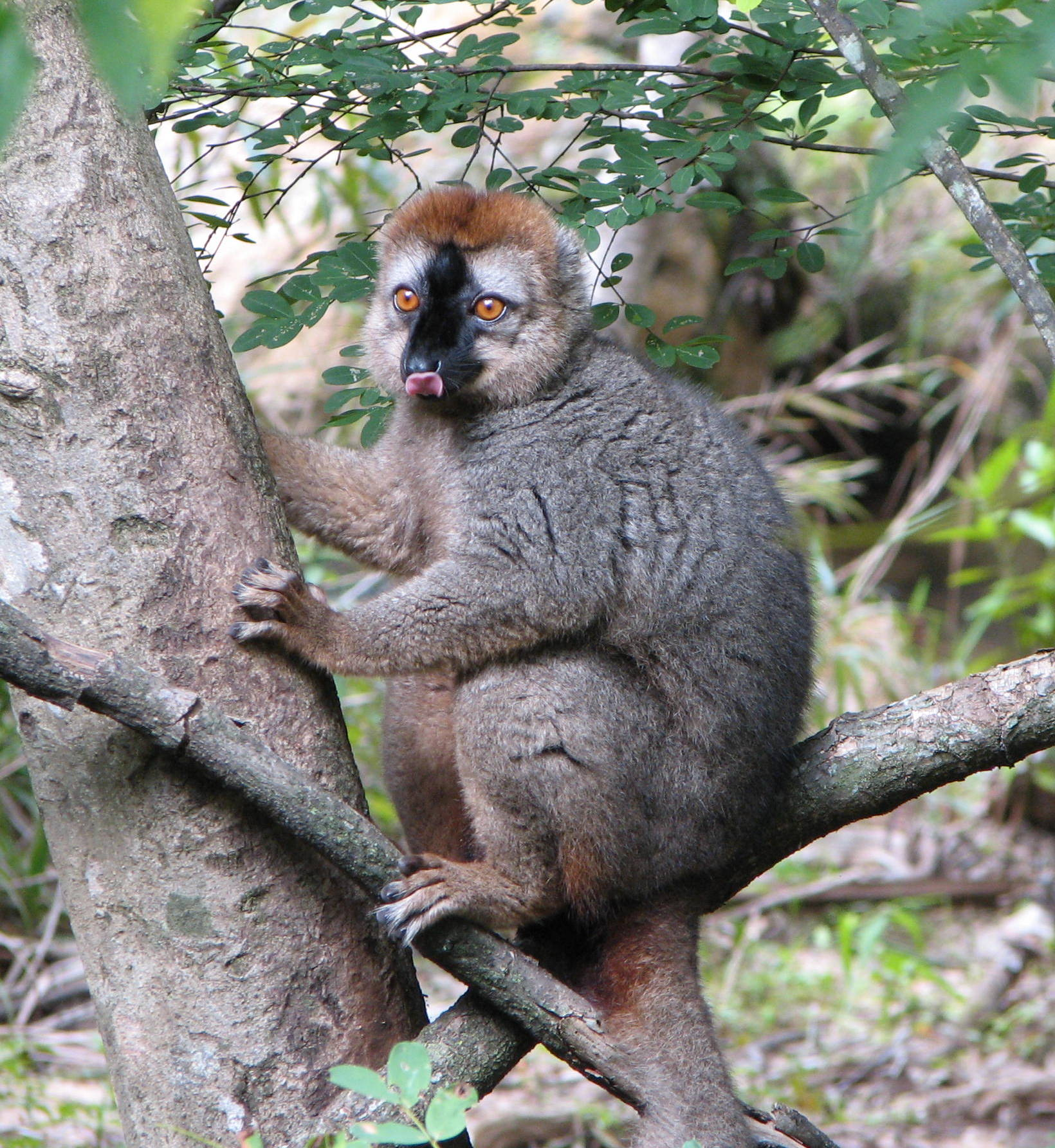
Lemuria rdzawa

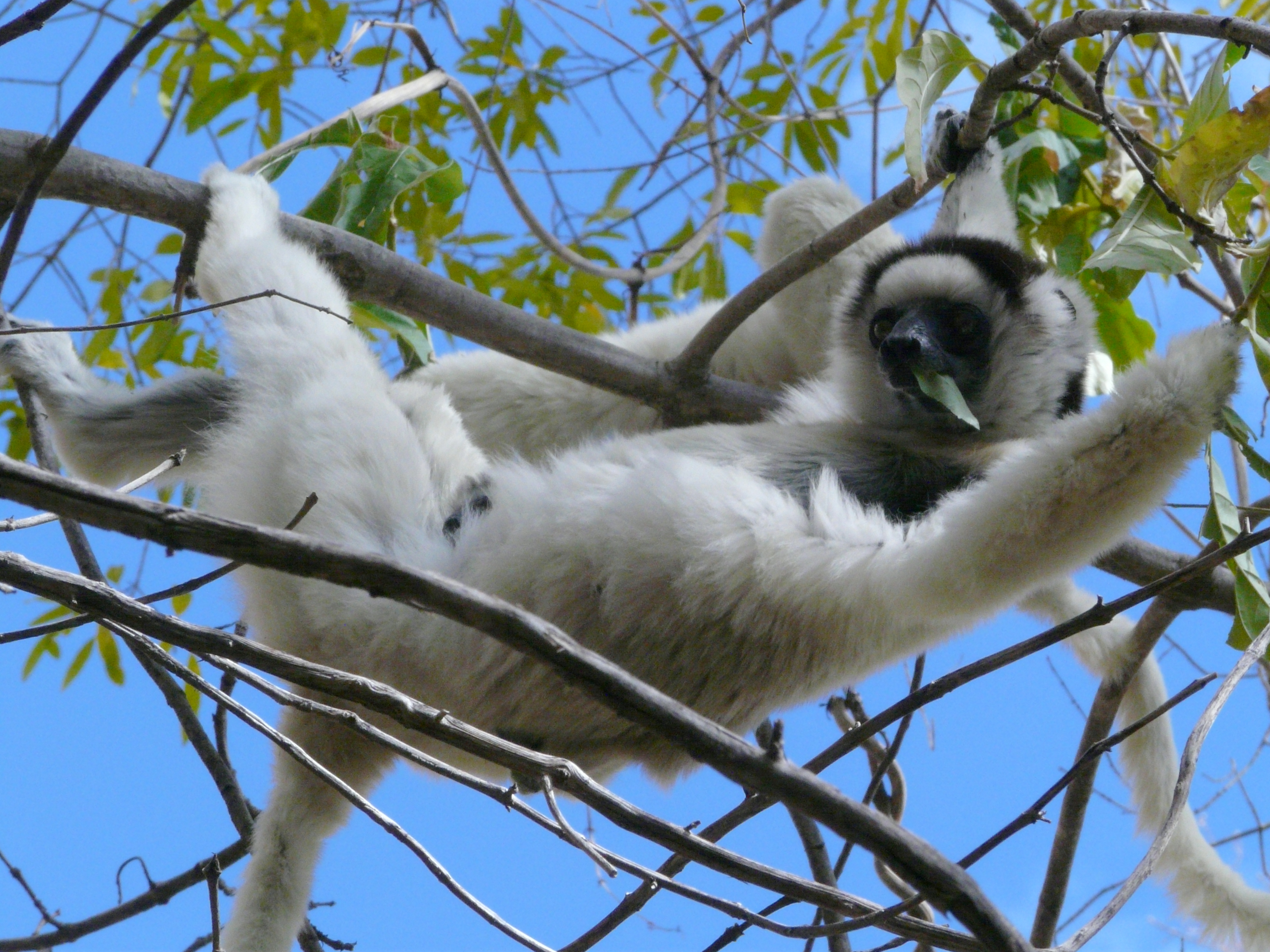
Sifaka biała

Wczesne oddzielenie się Madagaskaru od Afryki w czasie rozpadu Gondwany spowodowało wykształcenie się swoistej flory i fauny . Występuje tu wiele gatunków endemicznych i reliktowych – ok. 90% gatunków flory i fauny to endemity .

### Flora
Szata roślinna wyspy jest nieco inna niż spotykana na stałym lądzie Afryki. Ponad 80% gatunków roślin naczyniowych to endemity . Wczesne oddzielenie się Madagaskaru od Afryki spowodowało odmienny tor ewolucji roślinności. Rośnie tu m.in. ponad 1000 gatunków orchidei. Roślinność jest uzależniona od zróżnicowania klimatycznego Madagaskaru.
Na Wschodnim Wybrzeżu roślinność jest bogata zarówno w liczbę gatunków, jak i w zagęszczenie, co jest związane z wilgotnym klimatem. Nadmorski pas charakteryzuje się lasami parkowymi pełnymi palm i pandanów, brzegi lagun porośnięte są roślinnością bagienną. Na zachód od lagun, na wzgórzach, które są pozbawione lasów, przeważają sawanny. Sawanny te mają gęste zarośla i miejscami odrosty wtórnych lasów. Charakterystyczną rośliną jest „drzewo podróżników” – pielgrzan madagaskarski. Tkanki tego drzewa zawierają ciecz nadającą się do picia. Wiecznie zielone lasy tropikalne zachowały się jedynie wokół zatoki Antogil.
Płaskowyż Centralny jest praktycznie pozbawiony lasów. Dominują tam łąki zniszczone przez gospodarkę żarową i odłogową. Wiele miejsc zostało obsadzonych mimozami i eukaliptusami w celu ochrony gleby przed degradacją rolniczą. Zachodnia część kraju jest pokryta sawannami trawiastymi. Na sawannach rosną miejscami baobaby i odporne na ogień palmy. Wzdłuż rzek rosną lasy galeriowe. Wiele gatunków drzew traci w porze suchej liście.
Inna flora jest w obszarze południowo-zachodnim. Suche tereny jakie tam występują są pokryte sukulentami i kserofitami. Rosną tam euforbie, aloesy i gęste kolczaste zarośla.

### Fauna
Przemiany geologiczne wywarły również wpływ na stan świata zwierzęcego. Na Madagaskarze nie spotkamy małp, ale jest ok. 40 gatunków lemurów  – 75% ze spotykanych na świecie. Nie ma też wielkich kotów jak lwy czy gepardy. Świat ssaków reprezentują takie gatunki jak tenrekowate, jeże, nietoperze i dzikie świnie.
Bogaty jest świat ptaków, zarówno miejscowych, jak i wędrownych. Występują tu m.in. perlice, czaplowate, flamingi i ibisy . Do XVII w. żył na wyspie olbrzymi ptak – mamutak, znoszący jaja o pojemności około 8 litrów, których resztki wciąż są odnajdywane na wyspie.
Głównym przedstawicielem gadów jest krokodyl bytujący nad rzekami . Dużo jest też kameleonów  – dwie trzecie gatunków odkrytych na świecie. Występują także żółwie jak i niemal wyłącznie niejadowite węże .
Na wyspie odnotowano występowanie ok. 800 gatunków motyli, licznych gatunków ciem i pająków .
W wodach śródlądowych żyją m.in. tilapie, pstrągi tęczowe i ryby z rodzaju Micropterus . W wodach morskich występują m.in. strzępielowate, dorady, tuńczyki, rekiny, sardyki, witlinki i skorupiaki z nadrodziny Astacoidea . W wodach przybrzeżnych żyją „żywe skamieniałości” – ryby z rzędu celakantokształtnych .

### Ochrona przyrody
Na Madagaskarze znajdują się 43 obszary chronione obejmujące parki narodowe a także ścisłe i specjalne rezerwaty przyrody. 5 z nich to tereny wpisane na listę konwencji ramsarskiej, 5 ma status rezerwatu biosfery UNESCO a 7 zostało wpisanych na listę światowego dziedzictwa UNESCO.